# Arnold III. von Uissigheim

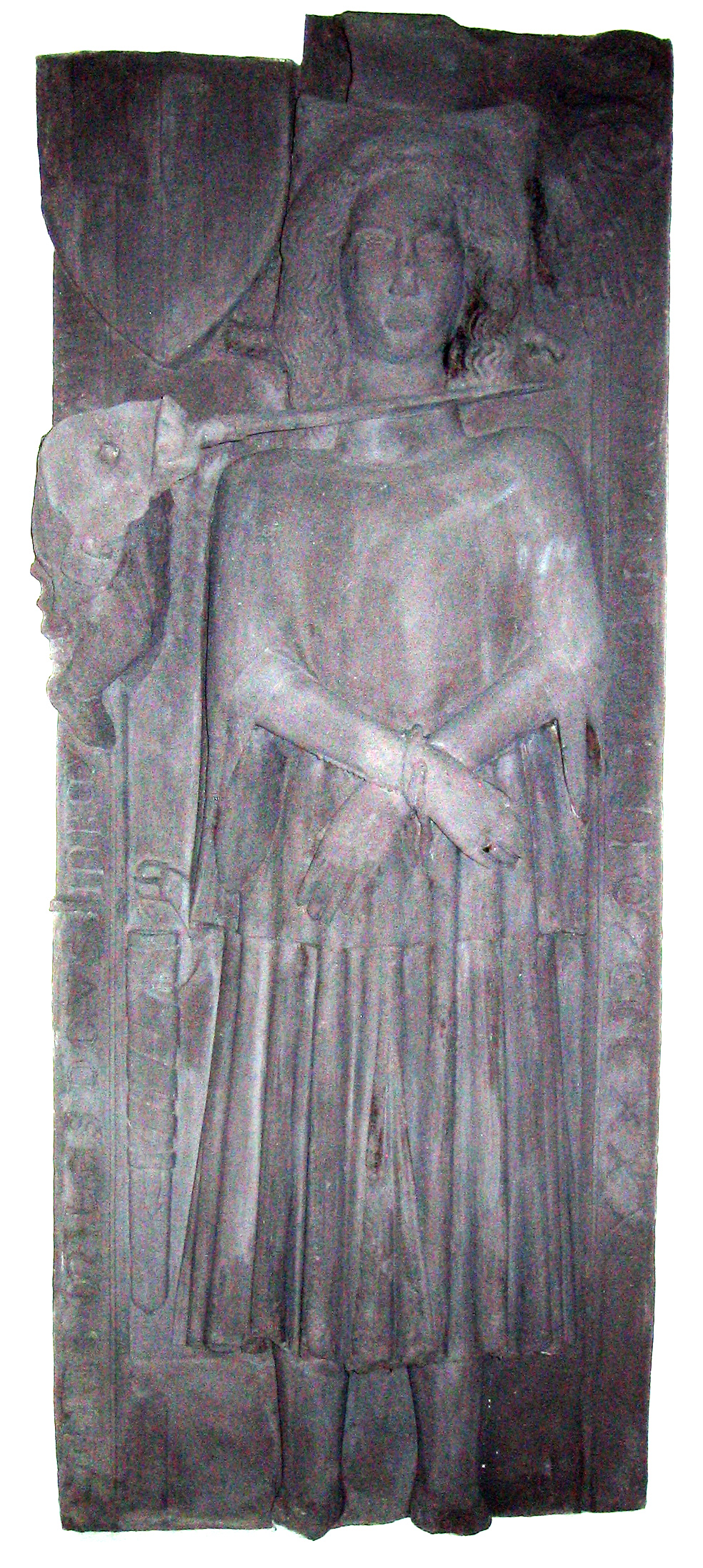
Epitaph von Ritter Arnold III. in der Pfarrkirche St. Laurentius in Uissigheim

Arnold III. von Uissigheim (auch seliger Arnold; * um 1298; † 1336) war ein mittelalterlicher Ritter aus der Familie von Uissigheim. Er war als König Armleder eine zentrale Figur bei Judenpogromen in Franken 1336.

## Legende
Ritter Arnold von Uissigheim nahm an einer Fronleichnamsprozession teil. Hierbei erlebte er angeblich, wie Juden das Allerheiligste verspotteten. Er legte einen Schwur ab, die Lästerung des Sakraments zu rächen und die Juden zu verfolgen und zu töten. Diese wehrten sich jedoch, lauerten dem Ritter am Hardwäldchen Richtung Eiersheim auf und schlugen ihm den Kopf ab. Als man den Leichnam fand, wurde er auf einen von jungen, ungewöhnten Ochsen gezogenen Wagen gelegt, die ihn ohne Kommando in das Dorf zogen und vor der Kirche anhielten. Die Glocken begannen hierauf, von alleine zu läuten, und Ritter Arnold wurde in der Kirche in einem Hochgrab beigesetzt. Das Grab wurde von einem prächtigen Grabstein geschmückt, auf dem der Ritter in Stein gehauen dargestellt war.
Auch ein Erfurter Chronist berichtet von solchen Verfolgungen, allerdings unter der Jahreszahl 1343: „Im Jahre 1343 wurden in der Stadt Röttingen, Aub, Bischofsheim und vielen anderen Städten und Dörfern Juden getötet. Urheber und Anstifter dieser Verfolgungen war ein gewisser Ritter von Uissinkeim. Daraufhin veranlassten die Juden den Herrn Godfried III. von Hohenlohe-Brauneck durch ein Geschenk von 400 Pfund Heller, den Ritter zu fangen. Er wurde aufgegriffen und nach Röttingen gebracht. Dort legte er wiederholt dem Dekan die Beichte ab und durfte die Sakramente empfangen. Er wurde aber schließlich nach der Stadt Kitzingen geführt und dort enthauptet. Die Leiche brachte man in sein Dorf Uissigheim und begrub sie in der Kirche. Da wurde er durch unzählige Wunder bekannt.“ Nach der (mittlerweile verlorengegangenen) Inschrift um den Grabstein wurde Ritter Arnold mit seinem eigenen Schwert enthauptet, was als besondere Vergünstigung anzusehen ist, ebenso wie die Beisetzung in geweihter Erde. Die Sage, in der behauptet wird, der Ritter sei durch Juden ermordet worden, entstand erst in späterer Zeit und findet sich in ähnlicher Form teilweise auch bei Arnold von Hiltensweiler.

## Tatsachen
Ritter Arnold der Jüngere von Uissigheim stand in Rothenburg mit anderen Adligen wegen unbezahlter Schulden bei Juden vor Gericht. Im Zuge dieser Verhandlung behauptete der Ritter Arnold, dass Juden den Leib Christi verspotteten. Dies war der Anlass für die Judenverfolgungen. Aus der Geschichte der Bischöfe von Würzburg geht hervor, dass der Ritter von Uissigheim sich an der am 19. Juli 1336 in Röttingen ausgebrochenen und sich auf ganz Franken ausdehnenden Judenverfolgung beteiligt hatte. Hierbei fand er am 14. November 1336 den Tod auf Anordnung des Bischofs von Würzburg, damals Otto II. von Wolfskeel.
Bis ins 18. Jahrhundert wurde Arnold III. als Wundertätiger verehrt; das Grab befand sich mitten in der Kirche. Da der Grabstein bei Prozessionen hinderlich war, versetzte man ihn an die Epistelseite der Kirche. Unterhalb dieses Grabsteins befand sich der sog. „Arnolds-Kasten“, in den die Bauern von ihrer Ernte opferten, um Seuchen und Krankheiten von ihrem Vieh abzuwenden. Die Gaben kamen der Kirche zugute. Die Verehrung nahm ein Ende, als Pfarrer Pater Anselm Ries († 1730) in dem Grab, in dem der tote Ritter ursprünglich gelegen hatte, beerdigt wurde.
Die ehemalige Hauptstraße in Uissigheim heißt heute „Ritter-Arnold-Straße“.